# Multitap
Un multitap es un accesorio que permite conectar más de dos dispositivos de control o gamepads en una consola de videojuegos, de manera similar a un hub USB. Por lo general tienen una forma rectangular, con las conexiones para los controles adicionales a los lados.
Debido al aspecto multijugador de los videojuegos de deportes, este ha sido el género que más usufructúa estos adaptadores, aunque otros géneros también los utilizan.
Varias consolas pertenecientes a la quinta y sexta generación incorporaron de serie cuatro puertos para controles, descartándose el uso de multitaps en ellas. A partir de la séptima generación, los controles inalámbricos se han incorporado por defecto en los equipos. A raíz de esto, los multitaps han dejado de considerarse necesarios para conectar múltiples controles. Al mismo tiempo, el crecimiento de los videojuegos en línea ha mermado la costumbre de que varios jugadores utilicen una misma consola a la vez.